# Coeligena orina
Coeligena orina là một loài chim trong họ Trochilidae.